# Paracytheroma asamushiensis
Paracytheroma asamushiensis is een mosselkreeftjessoort uit de familie van de Cytheromatidae. De wetenschappelijke naam van de soort is voor het eerst geldig gepubliceerd in 1971 door Ishizaki.